# Мелант
Мелант (на старогръцки: Μέλανθος, Melanthos, Melànthios) в гръцката митология е цар на Месения и цар на Атика (1126/5 – 1089/8 пр.н.е.).
Той е син на Андропомп, внук на Бор, правнук на Пентил, праправнук на Пориклимен (синът на Нелей). Мелант е изгонен от Хераклидите Темен и Кресфонт. Затова той напуска Пилос и отива в Атина.
Мелант се заселва в Атина. Беотиецът Ксантос предизивква Тимет, царят на Атика, на борба. Понеже той отказва, Мелант се бие против Ксантос и го побеждава в двубой. След това той измества Тимет от трона и става цар на Атика. Това е причина да се празнува празникът Апатурия (на старогръцки: απάτη) в Атика.
Мелант се смята за основател на династията на Мелантидите. Той е последван на трона в Атика от син му Кодър.